# Fortnite Festival
Fortnite Festival — музыкальная компьютерная игра, разработанная американской студией Harmonix и изданная компанией Epic Games в декабре 2023 года. Игра представляет собой режим в Fortnite, в котором игроки исполняют песню, набирая как можно больше очков за своё выступление. Для исполнения игроки выбирают четыре разных музыкальных инструмента и сложность композиции. Выбор песен ежедневно меняется, но часть композиций можно приобрести во внутриигровом магазине Fortnite — трек-лист включает в себя как оригинальные мелодии от Epic Games, так и песни от всемирно известных музыкантов.
Fortnite Festival была выпущена 9 декабря 2023 года как один из режимов к Fortnite. С момента выхода было выпущено множество внутриигровых «сезонов», посвящённых определённому исполнителю. Кроме того, в последующих обновлениях в режим добавили поддержку гитарных контроллеров, благодаря чему Festival стала больше похожа на Guitar Hero и Rock Band. Игра получила смешанные отзывы от критиков, критиковавшие стоимость песен и игровой процесс.

## Игровой процесс

Скриншот Fortnite Festival в режиме «Основная сцена»

Fortnite Festival представляет собой музыкальную ритм-игру, доступную как режим к основной игре Fortnite. У Festival три режима — «Основная сцена», «Джем-сцена» и «Музыкальная битва». Перед началом игрок должен выбрать, как он должен исполнить песню — на ударных, бас-гитаре, лид-вокалом и основным вокалом. Лид-вокал состоит из основных гитарных или других инструментальных партий песни, чередуя гитару или клавитару. Основной вокал в композициях без слов используется в качестве альтернативной ведущей партии для других инструментов.
На «Основной сцене» группа из четырёх игроков выбирает несколько доступных песен, и при их воспроизведении пытается точно нажать на определённую кнопку в соответствии с нотами композиции. При правильном тайминге у группы увеличивается количество очков и комбо-множитель. Перед запуском выступления игрок может выбрать один из четырёх уровней сложности — от «Лёгкого» до «Эксперта». Если в первых трёх уровнях сложности только четыре кнопки для нот, то в «Эксперте» появляется пятая. Кроме того, для лид-вокала и бас-гитариста доступны дополнительные опции для гитарных контроллеров и разные раскладки песен. После правильного исполнения специально отмеченных фрагментов трека, игрок получает «Овердрайв», удваивающий текущий множитель очков. Если игроки одновременно активируют «Овердрайв», то множители суммируются.
На «Джем-сцене» игроки могут создавать мэшапы из нескольких песен своей библиотеки и регулировать темп и тональность каждой композиции. В этом режиме геймплей похож на Fuser — одну из ранее созданных игр от Harmonix. Версии песен, используемые в «Джем-сцене», называются «Джем-лупами», и их также можно воспроизвести в «Королевской битве», Fortnite Creative и редакторе Unreal Editior для Fortnite.
В «Музыкальной битве», выпущенной в июне 2024 года, шестнадцать игроков соревнуются друг с другом, исполняя четыре случайно отобранных песен и набирая наибольшее количество очков. При этом игроки, набравшие наименьшее количество очков, выбывают в конце каждой песни. Побеждает последний оставшийся игрок, набравший как можно больше очков.

### Монетизация и подбор песен
В Fortnite Festival представлены различные песни, написанные и исполненные популярными музыкантами — от Леди Гаги до Кендрика Ламара. Также представлены оригинальные треки, написанные Harmonix и Epic Games. Игроку предоставляется бесплатная подборка песен, которая ежедневно изменяется, однако есть возможность приобрести определённую композицию за «В-баксы» — внутриигровую валюту Fortnite, пополняемую за реальные деньги. Стоимость каждого трека — 500 В-баксов, что эквивалентно 4,50 долларов США. Благодаря ротации библиотеки разработчики могут добавлять песни в абсолютно любое время — например в день, когда был выпущен альбом Билли Айлиш Hit Me Hard and Soft, в игре появились три песни оттуда.

### Сезоны
В Fortnite Festival присутствуют внутриигровые «сезоны», посвящённые определённому артисту. Каждый сезон содержит «Боевой пропуск», именуемый как «Фестивальный пропуск», который позволяет игроку разблокировать дополнительные песни артиста и стилизованные под него косметические предметы и его облик. Например, в сезоне, посвящённом Билли Айлиш, в магазине Fortnite появились её песни «All the Good Girls Go to Hell» и «Therefore I Am», а «Oxytocin» была доступна только по «Фестивальному пропуску». Среди дополнительных совместных проектов — апрельское событие, посвящённое музыкальному фестивалю «Коачелла», а в июне игроки могли приобрести внутриигровые инструменты от Fender. Кроме того, в игре могут появиться задания, за которые игрок может получить песню от известного музыканта — так было летом 2024 года, когда за выполненное задание давали песню «Holiday» от группы Green Day.
| Сезон   | Период                      | Приглашённый исполнитель |
| ------- | --------------------------- | ------------------------ |
| Сезон 1 | декабрь 2023 – февраль 2024 | The Weeknd               |
| Сезон 2 | февраль 2024 – апрель 2024  | Леди Гага                |
| Сезон 3 | апрель 2024 – июнь 2024     | Билли Айлиш              |
| Сезон 4 | июнь 2024 – август 2024     | Metallica                |
| Сезон 5 | август 2024 – ноябрь 2024   | Кароль Джи               |
| Сезон 6 | ноябрь 2024 – январь 2025   | Snoop Dogg               |
| Сезон 7 | январь 2025 – апрель 2025   | Мику Хацунэ              |
| Сезон 8 | апрель 2025 – июнь 2025     | Сабрина Карпентер        |
| Сезон 8 | июнь 2025 – август 2025     | Бруно Марс               |

## Разработка и выпуск

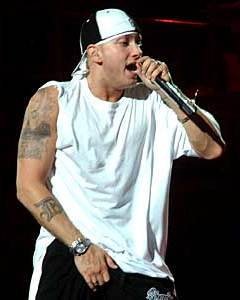
Эминем исполнил «Lose Yourself» в рамках события «Большой взрыв», тем самым официально анонсировав Fortnite Festival

Fortnite Festival разрабатывается студией Harmonix, известной по серии Rock Band и первым двум частям Guitar Hero. Игра была задумана как часть проекта Epic Games по расширению возможностей Fortnite. По словам генерального директора Harmonix Алекса Ригополуса, их целью было создание бесплатной ритм-игры, доступной миллионам игроков Fortnite, с песнями, которые были бы доступны в свободном доступе, что позволило бы быстро и динамично пополнять игровой трек-лист. Наряду с «Джем-сценой» и «Основной сценой», Harmonix также разработала набор устройств для творческого режима Fortnite и редактора Unreal Editor «Patchwork», с помощью которых можно писать музыку, а также и управлять ею и графическими эффектами в такт игровому процессу. Fortnite Festival была официально анонсирована 2 декабря 2023 года в рамках внутриигрового события «Большой взрыв». В нём рэпер Эминем исполнил свой хит «Lose Yourself», а игроки должны были в такт нажимать на кнопки. Таким образом, выступление Эминема стало демонстрацией игрового процесса Festival.
Официальный релиз Fortnite Festival состоялся 9 декабря 2023 года, став на текущий момент последним режимом к Fortnite после Lego Fortnite и Rocket Racing. 16 августа 2024 года Fortnite вместе со всеми режимами стала доступна на iOS в странах Евросоюза. С выходом Festival также стало известно о поддержке контроллеров в виде гитар. Компания Performance Designed Products, ранее разрабатывавшая такие контроллеры к Rock Band 4, в январе 2024 года анонсировала гитарный контроллер PDP Riffmaster, который был выпущен в апреле. Контроллер был выпущен в двух версиях, одна из которых поддерживает консоли PlayStation, а другая — ПК и Xbox. С выходом третьего «сезона» режим получил патч с поддержкой гитарных контроллеров и обновлены все прошлые и будущие песни с добавлением уникальных партий «Pro Lead» и «Pro Bass». Майский патч позволил игрокам, у которых отсутствует гитарный контроллер, воспроизводить треки с «Pro Lead» и «Pro Bass» со стандартными элементами управлениями. В июньском обновлении была добавлена «Музыкальная битва».

## Отзывы критиков
Критики разделились во мнениях по части геймплея Festival, многие отмечали схожесть режима с предыдущими играми Harmonix с небольшими отличиями. Молли Тейлор из PC Gamer посчитала, что некоторые песенные чарты были позаимствованы из предыдущих игр своего жанра. Бейли Дастин из GamesRadar+ написал, что у режима была «формула победы», которая работала также хорошо, как и предыдущие игры Harmonix. По его словам, несмотря на то, что в Lego Fortnite и Rocket Racing больше контента, именно Festival «покорило его сердце» и именно здесь он больше всего ждёт будущего контента. Тейлор же описывала режим как «ужасно скучный» в сравнении с предыдущими играми Harmonix, посчитав, что иногда ему не хватает совершенства, а геймплей не доставляет удовольствия, когда играешь на инструменте, который плохо используется в песне. Но тем не менее, она назвала Festival «отличным введением», требующего дополнительной доработки. Люк Рейли из IGN высказал похожие мысли Тейлор и Дастина, полагая, что отсутствие функций из предыдущих игр Harmonix привело к «изолированному геймплею», который может превратить игроков Fortnite в фанатов ритм-игр, но не наоборот.
Отзывы о монетизации были достаточно отрицательными. Молли Тейлор посчитала, что несмотря на то, что она хоть и походит на другие бесплатные игры, микротранзакции отвлекают от игры. Рейли высказал схожее мнение, посчитав цены на песни к Festival «раздражающими», особенно по сравнению со стоимостью музыки в iTunes и Rock Band. Джованни Колантонио из Digital Trends написал, что режим заставил его задуматься, купили ли Epic Games Harmonix из-за их опыта в области музыкальных игр или из-за того, какую ценность он может принести магазину Fortnite.
Рецензенты в основном критиковали режим «Джем-сцена», Рейли считала его «пустой тратой сил», на которую негативно повлияла цена внутриигрового контента. Дастин писал, что хотя включение «облегчённой версии» Fuser и выделялось, обычно это вызывало у него желание бросить игру через несколько минут. Колантонио посчитал, что «Джем-сцена» страдает от недостатка интерактивности в сравнении с основным Fortnite и плохой совместимости песен. По его мнению, геймплей «часто превращается в беспорядочную смесь треков, которые не подходят друг к другу».